# 1540 en France
Chronologie de la France
- 1536
- 1537
- 1538
- 1539
- 1540
- 1541
- 1542
- 1543
- 1544

Cette page concerne l'année 1540 du calendrier grégorien.

## Événements
- 1er janvier : François Ier et Charles Quint entrent à Paris marquant la trêve entre Valois et Habsbourg[1].
- 24 avril : François Ier refuse d’abandonner le Milanais contre divers gages aux Pays-Bas et dans le comté de Bourgogne pour le duc d'Orléans comme lui avait proposé Charles Quint[2].
- 1er juin : l'édit de Fontainebleau, premier édit de proscription contre les protestants, est signé par François Ier à la suite de l'affaire des Placards[3].
- 28 juin-28 juillet : Le Colloque religieux d'Haguenau a lieu à Haguenau en Alsace entre catholiques et protestants mais n'aboutit à aucune unité religieuse.
- 30 août : Vendanges précoces dans le nord de la France[4].
- 18 novembre : L'édit de Mérindol rendu par le parlement de Provence condamne à mort par contumace dix-huit Vaudois du bourg de Mérindol[5].

## Naissances en 1540
- Brice Bauderon : médecin
- Brantôme : militaire et écrivain
- Gabriel Breunot : membre du Parlement de Bourgogne
- Henri Antoine de Clermont : militaire
- Gilles de Courtenvaux de Souvré : noble et militaire
- Pierre du Faure de Sain-Jorry : juriste
- Martin Fumée : écrivain et historien
- Auger Galhard : poète
- Pierre Grégoire : jurisconsulte et philosophe
- Amadis Jamyn : poète
- Jean-Antoine d'Anglerais : bouffon du roi Henri III
- Antoine de La Faye : médecin, théologien et professeur
- Roch Le Baillif : alchimiste et médecin
- Édouard Molé : parlementaire
- Georgette de Montenay : poète
- Guy de Montferrand : noble
- Léonor d'Orléans-Longueville : prince du sang, gouverneur de Picardie et de Normandie, chef militaire
- Florimond de Raemond : avocat, contre-réformateur et historien
- Frédéric Ragueneau : évêque de Marseille
- Jean Renoult : maître écrivain
- Jean Richardot : homme d'État et diplomate
- André de Rivaudeau : poète et dramaturge
- Florimond III Robertet : ministre et secrétaire d'État
- Arnaud de Salette : pasteur et professeur
- Jean de Serres : pasteur, humaniste et historiographe
- Noël Taillepied : écrivain
- Georges Tronchay : écrivain
- François Viète : mathématicien

## Décès en 1540
- Foucauld de Bonneval : évêque
- François Guillaume de Castelnau de Clermont-Lodève : prélat et cardinal
- Nicolas Cop : humaniste
- Pierre Grognet : ecclésiastique et poète
- Anne de Husson : comtesse de Tonnerre
- Guillaume V de Joyeuse : évêque d'Alet
- Louis de Joyeuse : prélat et évêque
- Guillaume Le Doyen : notaire, chroniqueur et poète
- Jean Olivier : évêque d'Angers, poète et helléniste